# Castelo Clonbeith
O Castelo Clonbeith (em língua inglesa Clonbeith Castle) é um castelo localizado em North Ayrshire, Escócia.
Encontra-se classificado na categoria "B" do "listed building" desde 14 de abril de 1971.